# José Fonte
José Miguel da Rocha Fonte (Penafiel, 22 december 1983) is een Portugees voetballer die doorgaans als centrale verdediger speelt. Hij sinds juli 2023 speelt hij voor SC Braga. Fonte debuteerde in 2014 in het Portugees voetbalelftal.

## Carrière

### Clubcarrière
Fonte komt uit een echte voetballersfamilie. Zowel zijn vader Artur en zijn zeven jaar jongere broer Rui waren actief in het profvoetbal. met zijn broer speelde hij samen bij Crystal Palace en Lille OSC. 
Fonte is een jeugdproduct van Sporting Clube de Portugal. Voor de hoofdmacht speelde hij echter nooit. Wel kwam hij gedurende twee seizoenen uit voor het tweede elftal, actief in de Segunda Liga. Na een kort verblijf bij Felgueiras en Vitória Setúbal, vertrok hij in januari 2006 naar SL Benfica. Hij speelde geen enkele wedstrijd voor de club. José Fonte werd uitgeleend aan achtereenvolgens Paços de Ferreira, Estrela Amadora en Crystal Palace. Crystal Palace legde de centrumverdediger aan het einde van het seizoen 2007/08 definitief vast.
Fonte speelde in totaal drie seizoenen voor Crystal Palace. Op 9 januari 2010 werd hij voor een transferbedrag van 1,4 miljoen euro verkocht aan Southampton. Zowel in 2011 als 2012 promoveerde de Portugees met The Saints, waardoor hij tijdens het seizoen 2012/13 zijn opwachting maakte in de Premier League. Fonte verzekerde zich dat jaar van behoud met Southampton door middel van een veertiende plaats. Een jaar later volgde een achtste plek op de eindranglijst. Fonte zag na dat seizoen zowel ploeggenoten Dejan Lovren, Adam Lallana, Rickie Lambert, Calum Chambers en Luke Shaw als trainer Mauricio Pochettino vertrekken naar hoger aangeschreven clubs in Engeland. Zelf verlengde hij zijn contract bij Southampton tot 2017. De nieuwe trainer, Ronald Koeman benoemde Fonte eerder die zomer tot de nieuwe aanvoerder van het elftal. Hij verlengde in oktober 2015 zijn contract opnieuw, ditmaal tot medio 2018. Op 5 maart 2016 werd Fonte voor het eerst in zijn carrière in het betaald voetbal met een rode kaart van het veld gestuurd tijdens een competitieduel tegen Sunderland. De wedstrijd eindigde zonder hem in een 1–1 gelijkspel. In januari 2017 verliet José Fonte, na er meer dan 250 wedstrijden te hebben gespeeld, Southampton. Hij trok naar reeksgenoot West Ham United dat 9,2 miljoen voor hem neertelde. Iets meer dan een jaar later vertrok hij echter al weer bij West Ham. Fonte tekende een contract bij het Chinese Dalian Yifang. Ook hier speelde hij niet lang.
Op 20 juli 2018 trok Fonte terug naar Europa. Hij ondertekende een tweejarig contract bij Lille OSC, actief in de Ligue 1. Hij zou in totaal bijna 200 matchen spelen bij de Noord-Franse topclub, verspreid over vijf seizoenen. In het seizoen 2020/21 leidde hij als aanvoerder zijn club naar haar vierde Franse landstitel. Enkele maanden later veroverde ze ook nog de Supercup. Zijn contract liep op het eind van de jaargang 2022/23 af. Hij trok vervolgens terug naar zijn thuisland. De inmiddels 39-jarige verdediger tekende bij SC Braga een overeenkomst voor één seizoen.

### Interlandcarrière
Fonte maakte op 18 november 2014 zijn debuut in het Portugees voetbalelftal, in een oefeninterland tegen Argentinië (0–1 overwinning). Bondscoach Fernando Santos nam Fonte op 17 mei 2016 op in de Portugese selectie voor het Europees kampioenschap voetbal 2016 in Frankrijk. Zijn landgenoten en hij wonnen hier voor het eerst in de geschiedenis van Portugal een groot landentoernooi. Een doelpunt van Éder in de verlenging besliste de finale tegen Frankrijk: 1–0. Fonte nam in juni 2017 met Portugal deel aan de FIFA Confederations Cup 2017, waar de derde plaats werd bereikt. Portugal won in de troostfinale van Mexico (2–1 na verlenging). Fonte was basisspeler op het WK 2018. Hij speelde alle vier de wedstrijden die Portugal in het toernooi zat van begin tot eind. Ook in de door de Portugal gewonnen Nations Laegue 2018/19 was Fonte vaak basisspeler. Voor het uitgestelde EK 2020 werd hij eveneens geselecteerd. Hij speelde echter geen minuut op dit toernooi. Voor het WK van 2022 behoorde Fonte weliswaar tot de pré-selectie, maar viel buiten de definitieve selectie. 

## Clubstatistieken
| Seizoen | Club              | Land               | Competitie         | Competitie | Competitie | Beker | Beker | Internationaal | Internationaal | Totaal | Totaal |
| Seizoen | Club              | Land               | Competitie         | Wed.       | Dlp.       | Wed.  | Dlp.  | Wed.           | Dlp.           | Wed.   | Dlp.   |
| ------- | ----------------- | ------------------ | ------------------ | ---------- | ---------- | ----- | ----- | -------------- | -------------- | ------ | ------ |
| 2002/03 | Sporting CP B     | Vlag van Portugal  | Segunda Divisão    | 22         | 0          | 0     | 0     | —              | —              | 22     | 0      |
| 2003/04 | Sporting CP B     | Vlag van Portugal  | Segunda Divisão    | 37         | 0          | 0     | 0     | —              | —              | 37     | 0      |
| 2004/05 | FC Felgueiras     | Vlag van Portugal  | Segunda Liga       | 28         | 1          | 1     | 0     | —              | —              | 29     | 1      |
| 2005/06 | Vitória Setúbal   | Vlag van Portugal  | Primeira Liga      | 15         | 0          | 0     | 0     | 2              | 0              | 17     | 0      |
| 2005/06 | SL Benfica        | Vlag van Portugal  | Primeira Liga      | 0          | 0          | 0     | 0     | 0              | 0              | 0      | 0      |
| 2005/06 | → Paços Ferreira  | Vlag van Portugal  | Primeira Liga      | 11         | 1          | 0     | 0     | —              | —              | 11     | 1      |
| 2006/07 | → Estrela Amadora | Vlag van Portugal  | Primeira Liga      | 25         | 1          | 2     | 0     | —              | —              | 27     | 1      |
| 2007/08 | → Crystal Palace  | Vlag van Engeland  | Championship       | 24         | 1          | 2     | 0     | —              | —              | 26     | 1      |
| 2008/09 | Crystal Palace    | Vlag van Engeland  | Championship       | 38         | 4          | 3     | 0     | —              | —              | 41     | 4      |
| 2009/10 | Crystal Palace    | Vlag van Engeland  | Championship       | 22         | 1          | 3     | 0     | —              | —              | 25     | 1      |
| 2009/10 | Southampton FC    | Vlag van Engeland  | League One         | 21         | 0          | 1     | 0     | —              | —              | 22     | 0      |
| 2010/11 | Southampton FC    | Vlag van Engeland  | League One         | 43         | 7          | 5     | 0     | —              | —              | 48     | 7      |
| 2011/12 | Southampton FC    | Vlag van Engeland  | Championship       | 42         | 1          | 2     | 0     | —              | —              | 44     | 1      |
| 2012/13 | Southampton FC    | Vlag van Engeland  | Premier League     | 27         | 2          | 1     | 0     | —              | —              | 28     | 2      |
| 2013/14 | Southampton FC    | Vlag van Engeland  | Premier League     | 36         | 3          | 2     | 0     | —              | —              | 38     | 3      |
| 2014/15 | Southampton FC    | Vlag van Engeland  | Premier League     | 37         | 0          | 7     | 0     | —              | —              | 44     | 0      |
| 2015/16 | Southampton FC    | Vlag van Engeland  | Premier League     | 37         | 2          | 2     | 0     | 4              | 0              | 43     | 2      |
| 2016/17 | Southampton FC    | Vlag van Engeland  | Premier League     | 17         | 0          | 2     | 0     | 0              | 0              | 19     | 0      |
| 2016/17 | West Ham United   | Vlag van Engeland  | Premier League     | 16         | 0          | 0     | 0     | 0              | 0              | 16     | 0      |
| 2017/18 | West Ham United   | Vlag van Engeland  | Premier League     | 8          | 0          | 0     | 0     | —              | —              | 8      | 0      |
| 2018    | Dalian Yifang     | Vlag van China     | China Super League | 7          | 0          | 2     | 0     | —              | —              | 9      | 0      |
| 2018/19 | Lille OSC         | Vlag van Frankrijk | Ligue 1            | 36         | 3          | 2     | 0     | —              | —              | 38     | 3      |
| 2019/20 | Lille OSC         | Vlag van Frankrijk | Ligue 1            | 25         | 1          | 4     | 1     | 4              | 0              | 33     | 2      |
| 2020/21 | Lille OSC         | Vlag van Frankrijk | Ligue 1            | 36         | 3          | 1     | 0     | 6              | 0              | 43     | 3      |
| 2021/22 | Lille OSC         | Vlag van Frankrijk | Ligue 1            | 38         | 1          | 3     | 0     | 8              | 0              | 49     | 0      |
| 2022/23 | Lille OSC         | Vlag van Frankrijk | Ligue 1            | 31         | 1          | 2     | 0     | —              | —              | 33     | 1      |
| 2023/24 | SC Braga          | Vlag van Portugal  | Primeira Liga      | 0          | 0          | 0     | 0     | 0              | 0              | 0      | 0      |
| Totaal  | Totaal            | Totaal             | Totaal             | 679        | 33         | 47    | 1     | 24             | 0              | 750    | 34     |

## Erelijst
| Competitie             |             |             |             |             |
| Competitie             | Aantal      | Jaren       |             |             |
| Southampton            | Southampton | Southampton | Southampton | Southampton |
| ---------------------- | ----------- | ----------- | ----------- | ----------- |
| Football League Trophy | 1x          | 2009/10     |             |             |
| Lille OSC              |             |             |             |             |
| Kampioen Ligue 1       | 1x          | 2020/21     |             |             |
| Franse supercup        | 1x          | 2021        |             |             |

| Competitie                     | Winnaar  | Winnaar  | Runner-up | Runner-up | Derde    | Derde    |
| Competitie                     | Aantal   | Jaren    | Aantal    | Jaren     | Aantal   | Jaren    |
| Portugal                       | Portugal | Portugal | Portugal  | Portugal  | Portugal | Portugal |
| ------------------------------ | -------- | -------- | --------- | --------- | -------- | -------- |
| Europees kampioenschap voetbal | 1x       | 2016     |           |           |          |          |
| UEFA Nations League            | 1x       | 2018/19  |           |           |          |          |
| FIFA Confederations Cup        |          |          |           |           | 1x       | 2017     |

1 Mannone ·
2 Mandi ·
4 Alexsandro ·
5 Gudmundsson ·
6 Bentaleb ·
7 Haraldsson ·
8 Angel Gomes ·
9 David ·
10 Cabella ·
11 Sahraoui ·
12 Meunier ·
13 Zedadka ·
14 Umtiti ·
16 Caillard ·
17 Mukau ·
18 Diakité ·
19 Fernandez-Pardo ·
20 Bakker ·
21 André  ·
22 Santos ·
23 Zhegrova ·
26 André Gomes ·
27 Bayo ·
28 Fernandes ·
29 Mbappé ·
30 Chevalier ·
31 Ismaily ·
32 Bouaddi ·
Coach: Génésio
· Assistent-coach: Bréchet
1 Patrício ·
2 Alves ·
3 Pepe ·
4 Fonte ·
5 Guerreiro ·
6 Ricardo Carvalho ·
7 Ronaldo  ·
8 Moutinho ·
9 Éder ·
10 João Mário ·
11 Vieirinha ·
12 Lopes ·
13 Danilo ·
14 William Carvalho ·
15 Gomes ·
16 Sanches ·
17 Nani ·
18 Rafa ·
19 Eliseu ·
20 Quaresma ·
21 Cédric ·
22 Eduardo Carvalho ·
23 Adrien ·
Coach: Santos
1 Patrício ·
2 Alves ·
3 Pepe ·
4 Neto ·
5 Guerreiro ·
6 Fonte ·
7 Ronaldo  ·
8 Moutinho ·
9 A. Silva ·
10 B. Silva ·
11 Semedo ·
12 Sá ·
13 Danilo ·
14 Carvalho ·
15 Gomes ·
16 Pizzi ·
17 Nani ·
18 Gelson ·
19 Eliseu ·
20 Quaresma ·
21 Cédric ·
22 Beto ·
23 Adrien ·
Coach: Santos
1 Patrício ·
2 Alves ·
3 Pepe ·
4 M. Fernandes ·
5 Guerreiro ·
6 Fonte ·
7 Ronaldo  ·
8 Moutinho ·
9 A. Silva ·
10 João Mário ·
11 B. Silva ·
12 Lopes ·
13 Dias ·
14 Carvalho ·
15 Ricardo ·
16 B. Fernandes ·
17 Guedes ·
18 Gelson ·
19 Rui ·
20 Quaresma ·
21 Cédric ·
22 Beto ·
23 Adrien ·
Coach: Santos
1 Patrício ·
2 Semedo ·
3 Pepe ·
4 Dias ·
5 Guerreiro ·
6 Fonte ·
7 Ronaldo  ·
8 Moutinho ·
9 A. Silva ·
10 B. Silva ·
11 Fernandes ·
12 Lopes ·
13 Pereira ·
14 Carvalho ·
15 Rafa Silva ·
16 Sanches ·
17 Guedes ·
18 Neves ·
19 Gonçalves ·
20 Dalot ·
21 Jota ·
22 Rui Silva ·
23 Félix ·
24 Oliveira ·
25 Mendes ·
26 Palhinha ·
Coach: Santos